# Gabrielle Destroismaisons
Gabrielle Destroismaisons, née le 29 décembre 1982 à Saint-Lin–Laurentides, est une chanteuse québécoise issue d'une famille de six enfants. Elle s'est fait connaître avec l'album, Et Cetera, en 2000, qui s'est vendu à plus de 100 000 exemplaires en quelques mois.
Toute jeune, elle prend des cours de piano et se lance dans la danse et le théâtre. C'est à l'âge de 14 ans qu'elle décide de se consacrer à la musique et trois ans plus tard, elle sort son premier album.
Son style de musique, ressemblant à celui de Britney Spears et de Christina Aguilera, plaît au public adolescent. En 2014, elle obtient son diplôme d'études secondaires après avoir étudié au Centre Saint-Paul. Même avec l'obtention de son diplôme, elle continue de fréquenter le Centre Saint-Paul dans le cadre d'un spectacle annuel qui prévient les jeunes des dangers de la drogue.
En novembre 2024, elle remporte la finale de la quatrième saison de Chanteurs Masqués où elle chantait sous le costume du Cygne.

## Comédies musicales
- 2000 : Notre-Dame de Paris → Dans le rôle de Fleur-de-Lys
- 2007 : Dracula, entre l'amour et la mort → Dans le rôle de Lucy

## Discographie
- 2000 : Et Cetera
- 2003 : La vie qui danse
- 2004 : Gabrielle Destroismaisons[2]
- 2006 : "Déjà Noël" # GAMCD-5331 [avec Florence K - Patsy Gallant - Dany Bédar - Ima - Mario Pelchat - Kathleen]

## Vidéographie
- Et cetera
- Into you
- Le big bang
- Suivre l'étoile
- Laisse-moi
- Folle folie
- Elle attend

## Prix
- Félix de Révélation de l'année en 2001[3].